# Лапина, Светлана Михайловна
Светла́на Миха́йловна Ла́пина (род. 12 апреля 1978 года в Махачкале, СССР) — российская спортсменка, легкоатлетка, специалист в прыжках в высоту. Призёр мировых первенств. Мастер спорта России международного класса.

## Биография
Светлана Лапина родилась 12 апреля 1978 года в Махачкале. Закончила Дагестанский педагогический институт.
Первый спортивный успех к Светлане пришёл в 1996 году, когда она в 18-летнем возрасте выиграла соревнование по прыжкам в высоту на мировом юниорском первенстве. В 1999 году Лапина сделала дубль: завоевала «бронзу» Чемпионата мира по лёгкой атлетике и «серебро» Летней Универсиады. В 1999 году Лапина выиграла Чемпионат Европы среди молодежи с результатом 198 см.